# Марисін (Мінський повіт)
Марисін (пол. Marysin) — село в Польщі, у гміні Калушин Мінського повіту Мазовецького воєводства.
У 1975-1998 роках село належало до Седлецького воєводства.